# Сентиментальна історія (новела)
«Сентиментальна історія» — новела Миколи Хвильового, написана в 1928 році. Гомодієгетична оповідачка Б'янка є водночас і наратором (оповідачем), і головним персонажем. Текст новели побудовано на бінарних опозиціях: уявне постійно конфліктує з дійсним, ентузіастичне — з філістерським, буденне з «сентиментальним» не лише на смисловому, а й на символічному рівні (автор протиставляє сірі будні романтичній блакитній далі). Усі романтичні ідеали головної героїні так чи інакше пов'язані або з минулим, або з майбутнім, у них немає місця тьмяному, сірому теперішньому. Головна героїня почувається закинутою в вульгарну міщанську дійсність, намагається її побороти, але врешті-решт програє: «я, як це потім вияснилось, відважно намагалася протиставити себе своєму вікові, а він, вік, глузував із мене. Я хотіла прилучити чистий, я сказала б, святий романтизм своєї натури до заголеної й брудної правди життя але це моє бажання розбивалось об глуху стіну наманікюреного віку. Уже з останньої зустрічі з Чаргаром щось ворухнулось мені, що з цього, мабуть, нічого не вийде, в цій нерівній боротьбі мене буде деморалізовано — і тільки».
Наскрізним у тексті стає ідейний дуалізм Б'янки: вона є і скептиком, і романтиком водночас: «вся трагедія була в тому, що я народилася все-таки людиною свого часу. Були такі хвилини, коли я й сама глузувала з себе. Тоді всесильний скепсис з'їдав мою гарячу віру — і від мого романтизму залишалося розбите корито». Іманентна суперечливість Б'янчиної натури завдає їй чимало страждань. Так, за словами Л. Ушкалова, «їй хочеться „так чисто завагітніти, як завагітніло голубе небо, що вже мільйони віків хоронить у собі таємницю найпрекраснішого й найчистішого зачаття“. Але не менше їй хочеться й coitus'у. Б'янка гадає, що саме він годен ввести її „до останнього, невідомого… закутка людської душі, що в ньому найкраще мусили віддзеркалитись химерні озера загадкової далі“».
«Сентиментальна історія» викликала значний інтерес у дослідників: В. Агеєвої, Ю. Безхутрого, Г. Грабовича, М. Жулинського, М. Тишкова, М. Шкандрія, М. Чиркова, Ю. Шелеста та ін.

## Сюжет
Юна інженю Б'янка на світанку покидає материнський дім у провінції і їде до міста Z, прагнучи віднайти незнайоме, що «загубилося десь у далеких краях». Дівчина воліє ніколи не повертатися до минулого, тож навіть не озирається, щоб попрощатися з матір'ю. Вона ненавидить провінційних людей, «темних і диких, як дичавина тамерланівщини» і їде назустріч «невідомому сонцю». Безнадійна мрійниця, вона хоче осягнути таємницю непорочного зачаття, завагітніти від вітру тощо. Момент прощання з візником — останньою людиною, яка пов'язувала її з минулим — стає першим етапом Б'янчиної ініціації — вона пориває з рустикальною степовою ідилією (біленький будиночок з півником на флюгері, оранжерея, провінційні садки) задля нового життя, «широкого й безмежного».
У Z шкільна подруга Лізбет допомагає Б'янці влаштуватися машиністкою в установу. Дівчина почувається самотньою, закинутою у світ: єдиним справжнім другом їй видається друкарська машинка. Героїні страшенно неприємно слухати «парикмахерську пошлятину» свого роботодавця, діловода Кука, тому дівчина спочатку уникає його, так само як і сіроокої журналістки (та постійно щипає дівчину). Єдина людина, з якою Б'янка може почуватися досить спокійною — сусідка, товаришка Уляна. Дівчині тісно в колі «маленьких людей», що загородили їй таємну «голубу даль». Незабаром Кук запрошує Б'янку на святкування своїх іменин, напивається і починає скаржитись на життя і ніби ненароком зізнається в коханні. Він настільки жалюгідний, що дівчині його навіть трохи шкода. У театральному садку Б'янка й Кук, зустрівши відомого художника Чаргара, знайомляться з ним. Маляр захоплюється наївною простотою героїні, такою невідповідною вимогам часу. Додому дівчина повертається з сакральним відчуттям «великодньої заутрені»: вона нарешті доторкнулася до своєї мрії.
За кілька днів Б'янка знову зустрічається на вулиці з Чаргаром і починає говорити про омріяну даль, однак маляр реагує холодно. Цинічна сіроока журналістка наполегливо спокушає Б'янку продавати своє тіло чоловікам, дівчина з огидою відмовляється. Знайомство з художником триває, за три місяці Б'янка потрапляє до нього на квартиру і пропонує себе намалювати, однак Чаргар відмовляється («він сказав, що не має в цьому потреби, бо це не його фах»), поводиться інфантильно і зізнається, що не вміє кохати. Дівчина прагне близькості з художником, бо лише це може відкрити їй «химерні озера загадкової далі», однак той свідомо і всупереч власній волі опирається. Врешті Б'янка відверто зізнається, що «безумно кохає» Чаргара і хоче йому віддатись. Маляр відмовляє. Б'янку лякає власний цинізм, вона відчуває, що перетворюється на сірооку журналістку. Страх змушує дівчину звернутися до релігії, тож вона читає Біблію всю ніч. Позаяк художник уникає її, Б'янка погоджується на прогулянку з Куком і знічев'я жартома пропонує віддатися йому, попередньо пообіцявши не шантажувати його шлюбом, бо вона проти «міщанської сім'ї з геранню на етажерці», тому хоче просто народити від нього дитину й отримувати аліменти. Спантеличений Кук «на таке діло він не хоче йти, бо це йому не по кишені», і тому «він краще буде користуватись проститутками». Роздратована Б'янка дає діловодові ляпаса, потім вибачається і зрештою лишається наодинці, «тупо дивлячись у голубе небо».
Весна знову пробуджує в героїні «тоску за голубою даллю». Вона отримує листа від Чаргара, їде з ним до лісу. Там художник скаржиться, що задихається під тиском «комуністів, ячейок, профспілок і тисячі інших організацій» і плаче. Це викликає у Б'янки невимовну огиду. Це відчуття тільки посилюється після зустрічі на першотравневій маніфестації, коли Чаргар з хворобливою пристрастю реагує на жарт Б'янки про те, що вона вже «не дівчина молодичка», бо вийшла заміж за діловода Кука. Дівчина подумки порівнює художника з Онєгіним, розуміє, що ненавидить його, плює йому в обличчя і йде геть. Так закінчується «свята простота» і чисте кохання, Чаргар стає для Б'янки маленьким і нікчемним. Невгамовну «тоску за голубою даллю» героїня компенсую посиленою громадською активністю, але розуміє, що весь цей час вона, як Яків, боролася з Богом, але так і не змогла стати Ізраїлем. Вона відчуває фанатичну духовну спрагу, тому потай викрадає в товаришки Уляни стару ікону, купує лампадку, пляшку масла і, забувши про все на світі, молиться, ототожнюючи себе з першими християнами. Це — агонія «всього чистого», що лишилося в героїні.
Однієї ночі в Б'янчині двері хтось довго й наполегливо стукає. Обурена таким нахабством, дівчина не звертає на це уваги й засинає. Вона бачить два химерні, карнавальні сни і раптово прокидається з криком: «Morituri te salutant». Тривожне передчуття змушує Б'янку відчинити двері: там лежить скривавлений труп товаришки Уляни з розрубаною головою. Звинувачуючи у всьому Бога (він здається Б'янці подібним до Чаргара), Б'янка так само плює в образ Христа і розрубує його на друзки кухонним ножем. Байдуже переступивши через мертве тіло, вона прямує на квартиру до Кука і віддається йому, попередньо надіславши телеграму Чаргарові: вона подарує свою невинність тому, хто встигне першим. Кои в двері стукає блідий Чаргар, усміхнена Б'янка простягає йому «рештки своєї невинности» — скривавлене простирадло, подумки пригадуючи розрубану голову товаришки Уляни, і спокійно йде працювати в установу.

## Казкова матриця
Відсутність вказівки на час і місце подій, контрастне групування дійових осіб, традиційні зачин і кінцівка формують казкову модель тексту. На початку новели головна героїня Б'янка — це сильна особистість, що не лише хоче, а й здатна боротися зі своєю епохою. Вона їде з провінції в невідоме місто Z, прихопивши букетик квітів і спогади про старшого брата — «великого мрійника», який загинув на барикадах. Він ішов на смерть «з такою радістю, ніби чекав нас не смерть, а на якесь надзвичайне  безсмертя». Б'янка не почувається дитиною свого часу, тужить за минулим, марить «голубою даллю» і «високим коханням» і «великим чоловіком», який їй це кохання подарує.
Подібно до Дон Кіхота, Б'янка йде за покликом неясного передчуття і вирушає на пошуки невідомого: її вабить «незнана, таємна далечінь», яка подарує їй дивовижну зустріч із «якимсь великим чоловіком».Художник Чаргар для неї — не людина, а втілення ідеї кохання, чарівний лицаря-рятівника, який врятує її від каламуті «сірих буднів» і проведе в таємничу «голубу даль».
Символічно, що Б'янка покидає матір, домівку і рідне село якому виросла на світанку і усвідомлює що вороття назад вже немає: настає світанок її нового життя (перший етап ініціації). У місті вона поступово втрачає всі ілюзії і це стає початком кінця: вона втрачає віру в Чаргара, в романтичні мрії, в чудо і як наслідок, у Бога. Нездоланна «сірість» часу поглинає її несміливу «блакить»: Б'янка прагне розтоптати, осквернити все, що мало для неї сакральне значення: мрії про чисте, високе кохання — інтрижкою з огидним діловодом, почуття до Чаргара — зрадою, віру в Бога — пошматованою, обпльованою іконою. Вона знаходить насолоду в остаточній деградації, біль і страждання тамують її хіть. Після фантастичних, казкових снів настає пробудження і, як наслідок, символічне вбивство Чаргара, знищення Бога і власної душі. Як і Дон Кіхот, Б'янка перед смертю повертається від фантасмагорій до реальності, однак її смерть є не фізичною, а духовністю: помирає не лише все романтичне, «блакитне» в ній, а й усе людське. Б'янка свідомо й тверезо скоює моральне самогубство і йде до установи — єдиного простору, який її не виштовхує. «Сентиментальна історія» починається і закінчується на світанку — цей прийом замикає циклічне казкове коло: героїня приходить нізвідки і так само йде в нікуди.
Час у творі є не лише циклічним, а й нелійнійним: певні короткі епізоди героїня переповідає детально й послідовно, з розлогими коментарями: окремі зустрічі з Чаргаром, розмови з товаришкою Уляною, сіроокою  журналісткою, товаришем Куком. Другорядні епозоди описано цілком побіжно: «З Чаргаром я зустрічалася дуже часто, але на квартиру до нього попала тільки через три місяці після нашого знайомства», або  «Отже, пройшло  літо, прийшла осінь, а я з Чаргаром бачилася, здається, тільки два чи три рази». Таке зміщення акцентів творить своєрідну ритмічну часову картину, ускладнену синкопами: те, що відбувалося у пропущений час, лишається поза текстом, у царині невідомого. Так само як і світанок, весна замикає цикл подій у творі: ця пора року змінюю життя Б'янки, починає і завершує процес ініціації.
Інша героїня, товаришка Уляна, пам'ятаючи про «революційний рай», в якому вона «була Євою», зовсім не інтегрована в сьогодення: вона живе спогадами, які її підтримують і водночас спиняють плин часу. Художник Чаргар так само живе минулим: цьому сприяє і його творчість: він мріє зобразити на полотні трагічну поразку Мазепи й Карла ХІІ, читає книгу про шведські кургани тощо. З іншого боку, діловод Кук та сіроока  журналістка — типові діти свого часу, моральні потвори, які за ідеєю carpe diem ховають пожадливість, хтивість, духовну розбещеність: подібно до епікурейців, треба встигнути пізнати всі можливі насолоди, бо «Париж уже ніколи  не повернеться й не може повернутись». 
Новела має ще й виразну притчеву забарвленість: наївна й невинна героїня, щиро захоплена революційною романтикою, яка вбила її старшого брата, вона приїздить до міста, щоб віднайти в світі речей свою ідеальну далеку «блакить». Сповнена сил, Б'янка ставить свою романтичну чистоту в опозицію хворій «сірості» «наманікюреного віку». Товаришка Уляна вже пізнала розчарування: все, що їй лишилося — це жити втраченими ілюзіями, пригадуючи втрачений революційний рай. Б'янка ще має надію віднайти його, однак врешті-решт теж зазнає краху і приймає правила гри.
Товаришка Уляна викликає у Б'янки майже релігійний містицизм: «Ви світитесь сьогодні неземною красою й нагадуєте мені Рафаелеву мадонну», пророкуючи й оплакуючи свою майбутню смерть. Сповнена екзальтованого шалу, Б'янка цілує їй ноги (це нагадує поцілунок зради), Уляна у відповідь благословляє героїню і йде, щоб ніколи не повернутися. Те, що Б'янка не відчинила двері, коли Уляна потребувала захисту — не лише реалізація біблійного мотиву, а й символічна зрада: Уляни, Бога, людяності й себе.
Згідно з філософією де Сада, злочин є найвищою насолодою, але водночас і найвищим стражданням: вчинивши злочин проти себе, Б'янка вбиває божественне в собі. Уникнувши деморалізованого комсомолу, героїня так і не змогла зберегти своєї «чистої простоти», чого так хотіла.
«Сентиментальна історія» — це своєрідна Bildungsnovelle навпаки, новела виховання, що завершується цілковитою деградацією головної героїні.

## Герої
- Б'янка — проста й невимушена сімнадцятирічна дівчина з провінції; «інтелектуально я досить розвинена людина, фізично мене вважають красунею». Героїня має в собі щось від автора, який, за словами В. Коряка, «істинно: Хвильовий. Сам хвилюється й нас усіх хвилює… Аскет і фанатик, жорстокий до себе й до інших, хоробливо вражений і гордий, недоторканий і суворий, а часом — ніжний і сором'язливий, химерний характерник, залюблений у слово, у форму, мрійник». Вона любить «шоколад, голубе небо й прекрасні очі художника».

- Діловод Кук, карикатурний «гоголівський» персонаж — «в буквальному сенсі втілення шаржу»: дуже спокійний, у чистенькому костюмі, з прилизаним проділом на голові, пристаркуватий малорозвинений і аморальний холостяк, більше подібний до мавпи, ніж до людини. Його мова макаронічна й недоречна (невиправдане використання слова «позаяк», «Бульйонський ліс», «ервика» замість «еврика», «романси» замість «романи», «покомпреметувати» замість «покомпрометувати» тощо).

- Сіроока журналістка — неприємна жінка, садистка, хижа й цинічна розпусниця, втілення «сірої» епохи, що прагне поглинути Б'яничину «блакитну даль». Пропагує libertinage, епікурейські цінності, ідеї маркіза де Сада: мріє про чоловічий гарем козачків «для розпутства», запевняє, що юнаки «мають рацію продавати своє тіло», спокушає «ніччю п'янки й любовної оргії»[7]

- Товаришка Уляна — «висока й тонка щука з перебитим носом», некрасива, але добра жінка, єдина справжня подруга Б'янки. Вона запевняє Б'янку, життя — це чергування двох світоглядів, і «коли ідеалізм має багато недоговоренности, то й матеріалізм не без слабих боків». Вона з ностальгією згадує час своєї «голубої молодості», коли «люди ходили голі й голодні й були велетнями й богами». Уляна — «одна з тих невдачників, що приходять на світ тільки для того, щоб мучитись», вона пророкує власну смерть і не помиляється.

- Товариш Бе — суворий і нелюдимий чоловік товаришки Уляни, який її згодом і вбиває. У нього пом'яте, бліде обличчя, дика, розкуйовджена голова.

- Художник Чаргар — герой, що ніби зійшов зі сторінок любовного роману, досконалий, «як різьблення»: має зажурені і (на Б'янчине переконання) прекрасні очі, м'який приємний баритон (який згодом перетворюється на несміливий дискант). Він «стрункий, із добре виголеним смуглявим обличчям, у простій толстовці й без усяких претензій на якусь оригінальність» і приваблює Б'янку не своєю справжньою сутністю, а ілюзорною лицарською маскою романтика, яку вона сама ж на нього накидає.

## Символіка кольорів
- Білий — колір Б'янки (з італ. Bianca — «біла»), колір невинності, простоти. Заплямоване кров'ю простирадло символізує крах романтичних мрій.

- Блакитний — колір романтичних мрій Б'янки (а також улюблений колір М. Хвильового): вона любить дивитися з вікна на надзвичайний «клаптик голубого неба», на синю міську ніч, небесну бірюзу. Саме цей колір асоціюється в неї з «химерною даллю», із мрією про «великого чоловіка». Саме тоді, коли «небо посиніло», героїня вперше зустрічає художника Чаргара, втілення своїх романтичних мрій, саме в його очах вона бачить голубу «безмежну даль». Це все дуже контрастує з сірими днями, сірими хмарами над містом і сірим світлом у кімнаті, «сірою, нудною, паскудною буденщиною».[8]

- Червоний колір — не лише колір революції, а й колір застороги, небезпеки. По суті, це проміжний символічний етап, своєрідний перехід від блакиті до сірості. Вогка руда пляма на стелі кімнати Чаргара ніби пророкує, що невдовзі кривава пляма на простирадлі розчинить Б'янчину блакить у каламутній сірості епохи. Червона барва — це своєрідна капітуляція романтичних поривів ins Blau: спочатку — зловісна кривава смерть Уляни (духовна деградація героїні), потім — втрата цноти (деградація фізична). Після цього героїня втрачає будь-які духовні орієнтири, втрачає здатність бачити романтичну «блакитну квітку»: «Наді мною, очевидно, стояло м'яко — голубе ранкове небо, але я його не бачила». (З. Годунок, Символічна функція кольору у художніх текстах Хвильового) Віддавши свою невинність чоловіку з «мавпячою фізіономією», ставши «сірою», Б'янка символічно вбиває Чаргара: "Тоді я взяла простиню й понесла за двері. Чаргар стояв блідий. Я йому мовчки показала на кров (мені на мить блиснула розрубана голова товаришки Уляни) і сказала усміхаючись: «Це рештки моєї невинності… Забери, коли хочеш».[7]